# Società Sportiva Calcio Benevento 1987-1988
Questa voce raccoglie le informazioni riguardanti la Società Sportiva Calcio Benevento nelle competizioni ufficiali della stagione 1987-1988.

## Rosa
| N. |                   | Ruolo | Calciatore              |
| -- | ----------------- | ----- | ----------------------- |
|    | Italia (bandiera) | C     | Roberto Antonaci        |
|    | Italia (bandiera) | A     | Gabriele Baldassarri    |
|    | Italia (bandiera) | D     | Roberto Cazzani         |
|    | Italia (bandiera) |       | Cecere                  |
|    | Italia (bandiera) |       | Cesari                  |
|    | Italia (bandiera) | A     | Enrico Chiumento        |
|    | Italia (bandiera) | D     | Angelo Cioffi           |
|    | Italia (bandiera) | D     | Arturo Ciullo           |
|    | Italia (bandiera) | D     | Carmine Cocchiarella    |
|    | Italia (bandiera) | P     | Patrizio Franco Cotugno |
|    | Italia (bandiera) | D     | Vincenzo D'Adamo        |
|    | Italia (bandiera) | C     | Antonio Figliomeni      |

| N. |                   | Ruolo | Calciatore            |
| -- | ----------------- | ----- | --------------------- |
|    | Italia (bandiera) | D     | Pasquale Giancaterina |
|    | Italia (bandiera) | C     | Graziano Iscaro       |
|    | Italia (bandiera) | P     | Gaetano Magnotta      |
|    | Italia (bandiera) | A     | Francesco Martino     |
|    | Italia (bandiera) | C     | Filippo Milano        |
|    | Italia (bandiera) | P     | Luigi Panella         |
|    | Italia (bandiera) | D     | Pier Luigi Panizza    |
|    | Italia (bandiera) | C     | Battista Pisanello    |
|    | Italia (bandiera) | D     | Luigi Sperandeo       |
|    | Italia (bandiera) | C     | Carmine Zollo         |
|    | Italia (bandiera) | A     | Giancarlo Zotti       |

## Risultati

### Campionato

#### Girone di andata
| 20 settembre 1987 1ª giornata | Vigor Lamezia | 3 – 0 | Benevento |  |

| 27 settembre 1987 2ª giornata | Benevento | 0 – 1 | Cavese |  |

| 4 ottobre 1987 3ª giornata | Pro Cisterna | 2 – 2 | Benevento |  |

| 11 ottobre 1987 4ª giornata | Benevento | 1 – 0 | Kroton |  |

| 18 ottobre 1987 5ª giornata | Benevento | 0 – 6 | Palermo |  |

| 25 ottobre 1987 6ª giornata | Siracusa | 0 – 0 | Benevento |  |

| 1º novembre 1987 7ª giornata | Benevento | 0 – 1 | Juventus Stabia |  |

| 8 novembre 1987 8ª giornata | Giarre | 2 – 1 | Benevento |  |

| 15 novembre 1987 9ª giornata | Sorrento | 0 – 0 | Benevento |  |

| 22 novembre 1987 10ª giornata | Benevento | 0 – 0 | Turris |  |

| 29 novembre 1987 11ª giornata | Latina | 1 – 2 | Benevento |  |

| 6 dicembre 1987 12ª giornata | Benevento | 5 – 0 | Valdiano 85 |  |

| 13 dicembre 1987 13ª giornata | Afragolese | 1 – 0 | Benevento |  |

| 20 dicembre 1987 14ª giornata | Benevento | 1 – 1 | Ercolanese |  |

| Arbitro: | Ravelli (Bergamo) |

|                                  |           |                            |
| Morello 42’ D'Isidoro 87’ (rig.) | Marcatori | 17’ Caesari 43’ Figliomeni |

| 10 gennaio 1988 16ª giornata | Benevento | 1 – 0 | Trapani |  |

| 17 gennaio 1988 17ª giornata | Atletico Catania | 0 – 2 | Benevento |  |

#### Girone di ritorno
| 24 gennaio 1988 18ª giornata | Benevento | 0 – 1 | Vigor Lamezia |  |

| 31 gennaio 1988 19ª giornata | Cavese | 2 – 1 | Benevento |  |

| 7 febbraio 1988 20ª giornata | Benevento | 4 – 1 | Pro Cisterna |  |

| 21 febbraio 1988 21ª giornata | Kroton | 3 – 0 | Benevento |  |

| 28 febbraio 1988 22ª giornata | Palermo | 3 – 0 | Benevento |  |

| 6 marzo 1988 23ª giornata | Benevento | 1 – 0 | Siracusa |  |

| 13 marzo 1988 24ª giornata | Juventus Stabia | 0 – 0 | Benevento |  |

| 20 marzo 1988 25ª giornata | Benevento | 1 – 0 | Giarre |  |

| 2 aprile 1988 26ª giornata | Benevento | 1 – 1 | Sorrento |  |

| 10 aprile 1988 27ª giornata | Turris | 1 – 0 | Benevento |  |

| 17 aprile 1988 28ª giornata | Benevento | 1 – 1 | Latina |  |

| 24 aprile 1988 29ª giornata | Valdiano 85 | 3 – 0 | Benevento |  |

| 8 maggio 1988 30ª giornata | Benevento | 0 – 1 | Afragolese |  |

| 15 maggio 1988 31ª giornata | Ercolanese | 0 – 1 | Benevento |  |

| Benevento 22 maggio 1988 32ª giornata                                                              | Benevento | 2 – 2                              | Nola | Stadio Santa Colomba |
| \| \| \| \| \| Baldassarri 47’ Sperandeo 72’ \| Marcatori \| 17’ Falanga 43’ Alessandro Morello \| |           |                                    |      |                      |
| |           |                                    |      |                      |
| Baldassarri 47’ Sperandeo 72’                                                                      | Marcatori | 17’ Falanga 43’ Alessandro Morello |      |                      |

| 29 maggio 1988 33ª giornata | Trapani | 0 – 0 | Benevento |  |

| 5 giugno 1988 34ª giornata | Benevento | 1 – 1 | Atletico Catania |  |